# Leyla Achba
Leyla Achba, född 10 augusti 1898 i Istanbul i Osmanska riket, död 6 november 1931 i Sivas i Turkiet, var en osmansk hovdam och memoarskribent. Hon var hovdam till sultanhustrun Emine Nazikeda och är känd för sina memoarer, som beskriver livet vid det osmanska hovet under dess sista år.

## Biografi
Leyla Achba var dotter till den abchaziska prinsen Mehmed Refik Bey Achba och prinsessan Mahşeref Hanım Emkhaa. De tillhörde den cirkassiska flyktingvåg som flytt till Osmanska riket efter den ryska erövringen i Kaukasus. Flera av hennes släktingar hade tillhört olika osmanska sultaner och prinsars harem. Hennes kusin Nazikeda Kadın tillhörde sultan Mehmet VI:s harem och hennes kusin Iryale Hanım var konkubin eller hustru till prins Şehzade Mehmed Selim, son till sultan Abdülhamid II.
Leyla Achba fick privatundervisning och kunde tala franska och engelska. Hon förlovades 1916 med prins Hüseyin Inalipa, som dock avled 1918. Hon blev en del av det kejserliga osmanska haremet 1919, där hon utnämndes till kalfa (hovdam) åt sultanhustrun Nazikeda Kadın. Hon var hovdam i fem år.
Efter grundandet av den turkiska republiken 1924 förvisades alla medlemmar av den före detta osmanska dynastin ur landet. Leyla Achba avslutade sin anställning och flyttade till en faster eller moster. Hon avled i tuberkulos 1931. 

## Memoarer
Leyla Achba författade sina memoarer kort före sin död. Hennes memoarer är de enda skrivna av en osmansk hovdam. 